# Nikolayev (1971)
El Nikoláyev fue el buque líder de los cruceros clase Kara, que se construyeron para la Armada Soviética entre las décadas de 1960 y 1970 para defensa frente los submarinos de los Estados Unidos.
Construido por los Astilleros Nikoláyev, fue puesto en gradas el 25 de junio de 1968, botado el 19 de diciembre de 1969 y comisionado el 31 de diciembre de 1971.
Desplazaba 8565 t a plena carga. Tenía 173,4 m de eslora total, 18 m de manga y 6,7 m de calado. Estaba propulsado por un sistema COGOG compuesto por cuatro turbinas de gas, dos de 30 000 shp de potencia y las otras dos de 6000 shp, que le permitían alcanzar los 32 nudos de velocidad. Sus armas eran:
- dos lanzamisiles dobles antibuque SS-N-14;
- dos lanzamisiles dobles antiaéreos SA-N-3;
- dos lanzamisiles dobles antiaéreos SA-N-4;
- cuatro cañones de 76 mm de calibre;
- cuatro cañones rotativos de 30 mm;
- y diez tubos lanzatorpedos de 533 mm.

Tenía además un hangar para alojar un helicóptero Kámov Ka-25PL (nombre de la OTAN: Hormone-A).
El público vio por primera vez al crucero Nikoláyev cuando este cruzó del mar Negro al Mediterráneo el 2 de marzo de 1973.
Tras el fin de la Guerra Fría en 1991, los cruceros clase Kara fueron retirados. El Nikoláyev causó baja el 29 de octubre de 1992.